# 道南漁火鐵道線
道南漁火鐵道線（日语：／ Dōnan-isaribi-tetsudō sen */?）是一條連結北海道函館市的五稜郭站與上磯郡木古內町的木古內站，屬於道南漁火鐵道的鐵路線。2016年（平成28年）3月25日以前的此路段資訊參見「江差線」。

## 路線資料
- 管轄、路線距離（營業距離）：五稜郭站－木古內站間 37.8公里[參 1][參 2][報道 1]
- 軌距：1,067毫米（窄軌）
- 站數：13個（包括起終點站）
  - 旅客站：12個
  - 貨物站：1個
  - 信號場數：1個
- 複線路段：沒有（全線單線）
- 電氣化路段：全線、交流電20,000 V、50 Hz
  - 但是，木古內站函館方的電區分所（交交中性區）至木古內站構內之間與海峽線同樣，移管前的2016年（平成28年）3月22日起升壓至交流25,000V、50Hz。
- 閉塞方式：單線自動閉塞式
- 可交會車站參見「車站、信號場列表」一節。

## 歷史
伴隨2016年（平成28年）3月26日北海道新幹線新青森站－新函館北斗站間的開業經營江差線移管到第三部門鐵道的道南漁火鐵道，江差線改名為道南漁火鐵道線。此線是因為新幹線的並行在來線而轉型為第三部門鐵道之第一條地方交通線，也是首條因為新幹線開業而全線第三部門化或廢線的JR在來線。

### 年表
- 2015年（平成27年）
  - 3月2日：JR北海道向國土交通省申請廢止五稜郭站至木古内間鐵路路線[報道 2][報道 3][新聞 1]。
  - 3月27日：道南漁火鐵道向國土交通省申請營運五稜郭站至木古内間鐵路路線。
  - 6月29日：國土交通省核准道南漁火鐵道經營五稜郭站至木古内間鐵路路線的第一種鐵道事業許可。[報道 4][新聞 2][報道 5][報道 6]。
- 2016年（平成28年）
  - 3月26日 北海道新幹線通車，本路線及原本使用的9輛Kiha40系柴聯車移交至第三部門鐵路業者道南漁火鐵道營運。

## 運行形態
全線的定期皆為普通列車，列車分為全線運營與函館 - 上磯間的區間列車兩種模式，所有列車都直通函館本線的函館站。貨運部分有JR貨物的高速貨物列車。

## 使用車辆

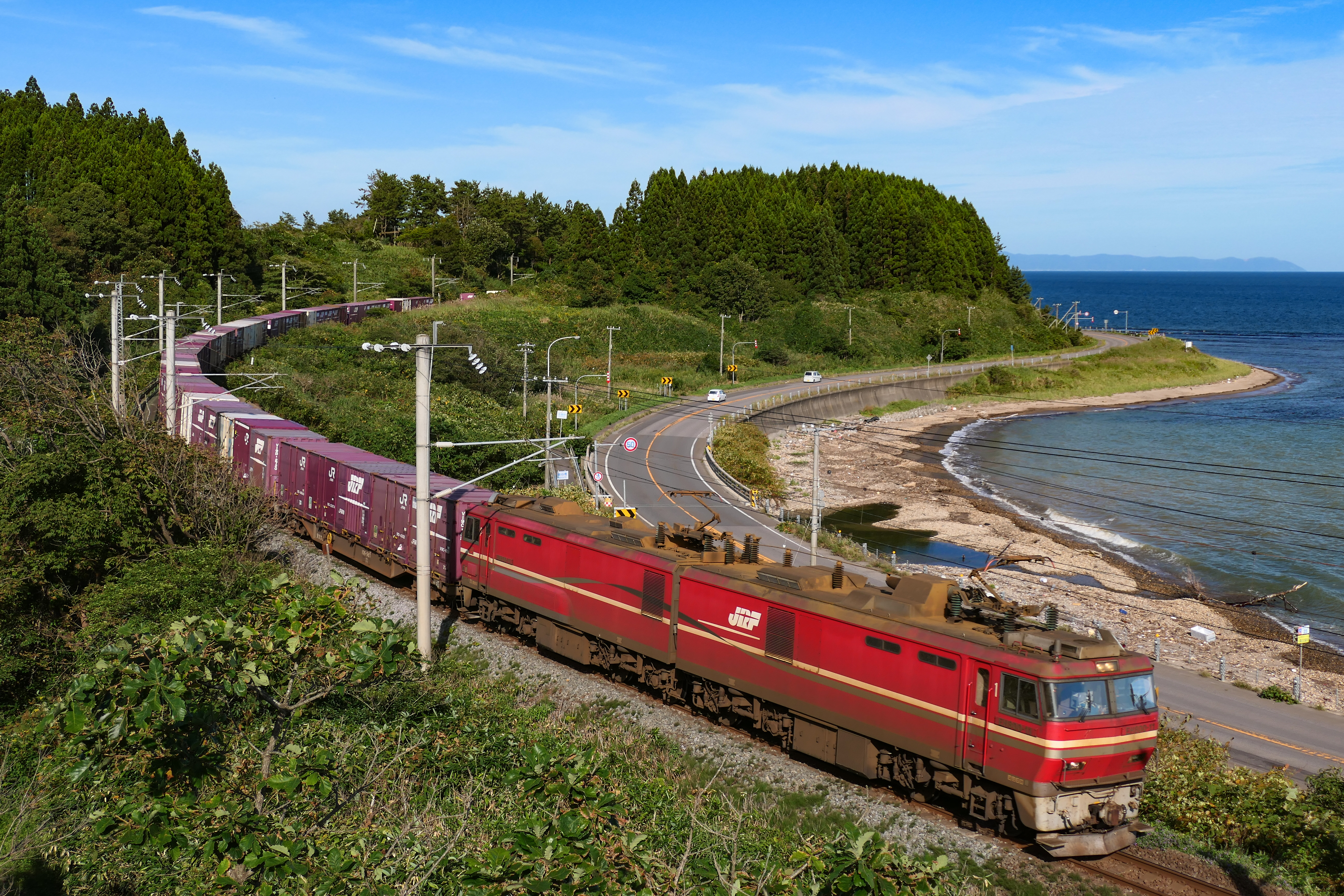
JR貨物所屬EH800型牽引的高速貨物列車

由於道南漁火鐵道並沒有同時對應20,000 V與25,000 V交流電的電聯車，因此所有定期旅客列車均為柴聯車。

### 現在的使用車辆
- 柴聯車
  - KiHa 40系：由JR北海道讓渡予道南漁火鐵道，作為普通列車使用
- 電力機車
  - EH800型：JR貨物所有，只用于貨物列車的牽引，但偶爾也會用於牽引臨時旅客列車

### 臨時列車
- 電聯車（由JR東日本派車）
  - E001系：郵輪式列車「TRAIN SUITE 四季島」
- 客車（由JR東日本派車，須使用JR貨物專用的EH800型電力機車牽引）
  - E26系：臨時團體列車「Cassiopeia Cruise」（カシオペアクルーズ）、「Cassiopeia 紀行」（カシオペア紀行）

## 車站列表
為方便起見，此處記載包含五稜郭方向的旅客列車直通至函館站的路段。
- （貨）：貨物專用站
- 所有列車都是普通列車。停靠所有旅客站。
- 軌道（道南漁火鐵道線內全線單線） … ◇、∨、∧：可列車交會，｜：不可列車交會，∥：複線（函館本線內）
- 所有車站都位於北海道（渡島綜合振興局）內
- ※是JR北海道函館本線

| 路線名稱       | 高架電纜電壓 | 車站編號                         | 中文站名       | 日文站名 | 英文站名 | 站間營業距離 | 五稜郭起計的 營業距離                | 接續路線                                 | 軌道   | 所在地   | 所在地 |
| -------------- | ------------ | -------------------------------- | -------------- | -------- | -------- | ------------ | ------------------------------------ | ---------------------------------------- | ------ | -------- | ------ |
| 函館本線       | 20 kV        | H75                              | 函館           |          |          | -            | 3.4                                  | 函館市電：本線、大森線 …函館站前（DY17） | ∥      | 函館市   | 函館市 |
| 函館本線       | 20 kV        |                                  | （貨）函館貨物 |          | /        | 3.4          | 0.0                                  |                                          | ∥      | 函館市   | 函館市 |
| 函館本線       | 20 kV        | H74                              | 五稜郭         |          |          | 3.4          | 0.0                                  | 北海道旅客鐵道：函館本線                 | ∨      | 函館市   | 函館市 |
| 道南漁火鐵道線 | 20 kV        | H74                              | 五稜郭         |          |          | 3.4          | 0.0                                  | 北海道旅客鐵道：函館本線                 | ∨      | 函館市   | 函館市 |
| sh11           | 20 kV        | 七重濱                           |                |          | 2.7      | 2.7          |                                      | ◇                                        | 北斗市 | 北斗市   |        |
| sh10           | 20 kV        | 東久根別                         |                |          | 2.6      | 5.3          |                                      | ｜                                       | 北斗市 | 北斗市   |        |
| sh09           | 20 kV        | 久根別                           |                |          | 1.2      | 6.5          |                                      | ◇                                        | 北斗市 | 北斗市   |        |
| sh08           | 20 kV        | 清川口（北斗市役所·Kanade~ru前） |                |          | 1.1      | 7.6          |                                      | ｜                                       | 北斗市 | 北斗市   |        |
| sh07           | 20 kV        | 上磯                             |                |          | 1.2      | 8.8          |                                      | ◇                                        | 北斗市 | 北斗市   |        |
|                | 20 kV        | 矢不來信號場                     |                | /        | -        | 14.3         |                                      | ◇                                        | 北斗市 | 北斗市   |        |
| sh06           | 20 kV        | 茂邊地                           |                |          | 8.8      | 17.6         |                                      | ◇                                        | 北斗市 | 北斗市   |        |
| sh05           | 20 kV        | 渡島當別（特拉普斯特修道院入口） |                |          | 5.0      | 22.6         |                                      | ◇                                        | 北斗市 | 北斗市   |        |
| sh04           | 20 kV        | 釜谷                             |                |          | 4.9      | 27.5         |                                      | ◇                                        | 上磯郡 | 木古內町 |        |
| sh03           | 20 kV        | 泉澤                             |                |          | 3.1      | 30.6         |                                      | ◇                                        | 上磯郡 | 木古內町 |        |
| sh02           | 20 kV        | 札苅                             |                |          | 3.4      | 34.0         |                                      | ◇                                        | 上磯郡 | 木古內町 |        |
| 25kV           | sh01         | 木古內                           |                |          | 3.8      | 37.8         | 北海道旅客鐵道：北海道新幹線、海峽線 | ∧                                        | 上磯郡 | 木古內町 |        |

雖然此線位於JR北海道時代自2007年10月1日起實施的車站編號對象以外，但移管後以木古內站為起點設立以「sh」的記號。五稜郭站作為函館本線已經設有編號，故沿襲編號。

### 報道發表資料
1. ↑   (PDF) (新闻稿). 道南いさりび鉄道. 2015-12-25  [2016-03-26]. （原始内容 (PDF)存档于2016年3月25日）.
2. ↑   (PDF) (新闻稿). 北海道旅客鉄道. 2015-03-02  [2015-03-30]. （原始内容 (PDF)存档于2015年3月30日）.
3. ↑   (PDF) (新闻稿). 国土交通省北海道運輸局. 2015-03-02  [2015-04-02]. （原始内容 (PDF)存档于2015年4月2日）.
4. ↑   (PDF) (新闻稿). 道南いさりび鉄道. 2015-03-27  [2015-03-30]. （原始内容 (PDF)存档于2015年4月2日）.
5. ↑   (新闻稿). 国土交通省. 2015-06-26  [2015-06-28]. （原始内容存档于2015年6月28日）.
6. ↑   (新闻稿). 道南いさりび鉄道. 2015-06-29  [2015-06-30]. （原始内容存档于2015年6月30日）.

### 新聞記事
1. ↑  . 毎日新聞（毎日jp） (毎日新聞社). 2015-03-03  [2015-04-03]. （原始内容存档于2015-04-03）.
2. ↑  . マイナビニュース (マイナビ). 2015-03-29  [2015-03-30]. （原始内容存档于2015-03-30）.

## 外部連結
- . 道南いさりび鉄道. （原始内容存档于2017-04-27） （日语）.
- . 道南いさりび鉄道. （原始内容存档于2021-12-05） （日语）.